# Coqueiros do Sul
Coqueiros do Sul este un oraș în Rio Grande do Sul (RS), Brazilia.